# Roža mogota (Jalen)
Roža Mogota je neobjavljeno dramsko delo pisatelja Janeza Jalna.

## Vsebina
Dogajanje je postavljeno v triglavsko okolje v zelo oddaljeni preteklosti. Za osnovo je vzel starodavno pripovedko o Zlatorogu, ki naj bi domoval v triglavskem kraljestvu, kjer cveti roža mogota, kraljestvo pa varujejo bele žene ali rojenice.
Osrednje dramsko dejanje se zapleta in razpleta ob lovcu Klemnu in planšarici Neži, ki sta v legendarnem smislu otroka gora in sta zelo navezana drug na drugega. Klemen s triglavskih višav prinese Neži dva cvetova rože mogote, ki naj bi ju za vedno povezala. Dogajanje se zaplete, ko Neža ugotovi, da je Klemnova polsestra, Klemen pa se postopoma naveže na Dolinarjevo Tilko, ki si hoče Klemna, po vrnitvi iz samostanske šole, na vsak način pridobiti. Vpleteta se tudi dva Benečana, ki v bohinjskih gorah iščeta zlato rudo. Pomaga jima Dolinar, saj želi tudi sam še bolj obogateti. Tilka nasede zapeljivim besedam enemu izmed tujcev in od njega sprejme zlata darila. Hkrati pa od Klemna zahteva, da ji prinese rožo mogoto. Čarobne rože želi tudi Dolinar, saj si želi odkriti skrivne zaklade gore. Klemen se sporeče z Benečanom in iz ponosa sklene, da bo z gore prinesel tudi Zlatorogov rog, saj prav ta rog odkriva zaklade na Bogatinu. V gori pa se Klemen smrtno ponesreči. Dolinar in Tilka sprevidita tujčevo zahrbtnost, Tilka pa nato ob Mrtvem Klemnu tudi od žalosti umre.

## Objava in odmev
Jalen je Rožo Mogoto najprej opredelil kot dramo v štirih dejanjih, pozneje pa kot triglavsko igro v štirih dejanjih. Napisal jo je med drugo svetovno vojno, rokopis je datiran 4. marca 1944. Tretje dejanje »iz drame, ki se godi v okolju Triglava v starosvetnih časih«, je objavil v času kulturnega molka v januarski številki revije Dom in svet 1944. O odlomku je skopo poročal dnevnik Slovenec, literarna zgodovina pa je nanjo pozabila. Ko se je Joža Mahnič leta 1950 in 1957/58 izčrpno posvečal motivu rože mogote v slovenski književnosti, Jalna ni omenjal.